# سقانفار کاردگرکلا
سقانفار کاردگر کلا مربوط به دوره قاجار است و در شهرستان بابل، بخش بابلکنار، دهستان بابلکنار، روستای کاردگر کلا واقع شده و این اثر در تاریخ ۲۶ اسفند ۱۳۸۶ با شمارهٔ ثبت ۲۱۹۶۷ به‌عنوان یکی از آثار ملی ایران به ثبت رسیده است.